# 阿莫奥尔
阿莫奥尔（Ammoor），是印度泰米尔纳德邦Vellore县的一个城镇。总人口11296（2001年）。

## 人口
该地2001年总人口11296人，其中男性5622人，女性5674人；0—6岁人口1303人，其中男678人，女625人；识字率66.49%，其中男性为78.19%，女性为54.90%。